# American Music Award for Favorite Pop/Rock Male Artist
Die American Music Awards in der Kategorie Favorite Male Artist – Pop/Rock wurden seit 1974 verliehen. Die meisten Preise erhielt Justin Bieber, der den Award vier Mal verliehen bekam. Am häufigsten wurde Michael Jackson nominiert, der den Award als einziger Künstler in drei verschiedenen Dekaden gewann.

## Übersicht

### 1970er
| Jahr | Künstler       | Ref |
| ---- | -------------- | --- |
| 1974 | Jim Croce      |     |
| 1974 | Elton John     |     |
| 1974 | Stevie Wonder  |     |
| 1975 | John Denver    |     |
| 1975 | Elton John     |     |
| 1975 | Charlie Rich   |     |
| 1976 | John Denver    |     |
| 1976 | Elton John     |     |
| 1976 | Neil Sedaka    |     |
| 1977 | Elton John     |     |
| 1977 | Peter Frampton |     |
| 1977 | Barry Manilow  |     |
| 1978 | Barry Manilow  |     |
| 1978 | Peter Frampton |     |
| 1978 | Stevie Wonder  |     |
| 1979 | Barry Manilow  |     |
| 1979 | Andy Gibb      |     |
| 1979 | Billy Joel     |     |

### 1980er
| Jahr | Künstler          | Ref |
| ---- | ----------------- | --- |
| 1980 | Barry Manilow     |     |
| 1980 | Billy Joel        |     |
| 1980 | Kenny Rogers      |     |
| 1981 | Kenny Rogers      |     |
| 1981 | Billy Joel        |     |
| 1981 | Bob Seger         |     |
| 1982 | Kenny Rogers      |     |
| 1982 | John Lennon       |     |
| 1982 | Eddie Rabbitt     |     |
| 1982 | Rick Springfield  |     |
| 1983 | John Mellencamp   |     |
| 1983 | Rick Springfield  |     |
| 1983 | Paul McCartney    |     |
| 1984 | Michael Jackson   |     |
| 1984 | David Bowie       |     |
| 1984 | Billy Joel        |     |
| 1984 | Lionel Richie     |     |
| 1985 | Lionel Richie     |     |
| 1985 |                   |     |
| 1985 | Bruce Springsteen |     |
| 1986 | Bruce Springsteen |     |
| 1986 | Phil Collins      |     |
| 1986 | Prince            |     |
| 1987 | Lionel Richie     |     |
| 1987 | Peter Gabriel     |     |
| 1987 | Robert Palmer     |     |
| 1987 | David Lee Roth    |     |
| 1988 | Paul Simon        |     |
| 1988 | Michael Jackson   |     |
| 1988 | George Michael    |     |
| 1989 | George Michael    |     |
| 1989 | Michael Jackson   |     |
| 1989 | Steve Winwood     |     |

### 1990er
| Jahr | Künstler        | Ref   |
| ---- | --------------- | ----- |
| 1990 | Bobby Brown     | [ 1 ] |
| 1990 | Richard Marx    | [ 1 ] |
| 1990 | John Mellencamp | [ 1 ] |
| 1991 | Phil Collins    | [ 2 ] |
| 1991 | Michael Bolton  | [ 2 ] |
| 1991 | MC Hammer       | [ 2 ] |
| 1992 | Michael Bolton  |       |
| 1992 | Bryan Adams     |       |
| 1992 | Rod Stewart     |       |
| 1993 | Michael Bolton  | [ 3 ] |
| 1993 | Bryan Adams     | [ 3 ] |
| 1993 | Eric Clapton    | [ 3 ] |
| 1993 | Michael Jackson | [ 3 ] |
| 1994 | Eric Clapton    |       |
| 1994 | Michael Bolton  |       |
| 1994 | Michael Jackson |       |
| 1994 | Rod Stewart     |       |
| 1995 | Michael Bolton  | [ 4 ] |
| 1995 | Bryan Adams     | [ 4 ] |
| 1995 | Meat Loaf       | [ 4 ] |
| 1996 | Michael Jackson | [ 5 ] |
| 1996 | Elton John      | [ 5 ] |
| 1996 | Seal            | [ 5 ] |
| 1997 | Eric Clapton    | [ 6 ] |
| 1997 | Bryan Adams     | [ 6 ] |
| 1997 | Seal            | [ 6 ] |
| 1998 | Babyface        | [ 7 ] |
| 1998 | Beck            | [ 7 ] |
| 1998 | Puff Daddy      | [ 7 ] |
| 1999 | Eric Clapton    |       |
| 1999 | Puff Daddy      |       |
| 1999 | Will Smith      |       |

### 2000er
| Jahr | Künstler          | Ref    |
| ---- | ----------------- | ------ |
| 2000 | Will Smith        | [ 8 ]  |
| 2000 | Lenny Kravitz     | [ 8 ]  |
| 2000 | Ricky Martin      | [ 8 ]  |
| 2001 | Kid Rock          |        |
| 2001 | Marc Anthony      |        |
| 2001 | Eminem            |        |
| 2002 | Lenny Kravitz     |        |
| 2002 | R. Kelly          |        |
| 2002 | Shaggy            |        |
| 2003 | Eminem            | [ 9 ]  |
| 2003 | Enrique Iglesias  | [ 9 ]  |
| 2003 | Nelly             | [ 9 ]  |
| 2003 | Kid Rock          | [ 10 ] |
| 2003 | Clay Aiken        | [ 10 ] |
| 2003 | John Mayer        | [ 10 ] |
| 2003 | Justin Timberlake | [ 10 ] |
| 2004 | Usher             | [ 11 ] |
| 2004 | Josh Groban       | [ 11 ] |
| 2004 | Lenny Kravitz     | [ 11 ] |
| 2004 | Michael McDonald  | [ 11 ] |
| 2005 | Will Smith        | [ 12 ] |
| 2005 | 50 Cent           | [ 12 ] |
| 2005 | Rob Thomas        | [ 12 ] |
| 2006 | Sean Paul         | [ 13 ] |
| 2006 | Nick Lachey       | [ 13 ] |
| 2006 | Kanye West        | [ 13 ] |
| 2007 | Justin Timberlake | [ 14 ] |
| 2007 | Akon              | [ 14 ] |
| 2007 | Timbaland         | [ 14 ] |
| 2008 | Chris Brown       | [ 15 ] |
| 2008 | Kid Rock          | [ 15 ] |
| 2008 | Usher             | [ 15 ] |
| 2009 | Michael Jackson   | [ 16 ] |
| 2009 | Eminem            | [ 16 ] |
| 2009 | T.I.              | [ 16 ] |

### 2010er
| Jahr | Künstler          | Ref    |
| ---- | ----------------- | ------ |
| 2010 | Justin Bieber     | [ 17 ] |
| 2010 | Eminem            | [ 17 ] |
| 2010 | Usher             | [ 17 ] |
| 2011 | Bruno Mars        | [ 18 ] |
| 2011 | Justin Bieber     | [ 18 ] |
| 2011 | Pitbull           | [ 18 ] |
| 2012 | Justin Bieber     | [ 19 ] |
| 2012 | Flo Rida          | [ 19 ] |
| 2012 | Pitbull           | [ 19 ] |
| 2012 | Usher             | [ 19 ] |
| 2013 | Justin Timberlake | [ 20 ] |
| 2013 | Bruno Mars        | [ 20 ] |
| 2013 | Robin Thicke      | [ 20 ] |
| 2014 | Sam Smith         | [ 21 ] |
| 2014 | John Legend       | [ 21 ] |
| 2014 | Pharrell Williams | [ 21 ] |
| 2015 | Ed Sheeran        | [ 22 ] |
| 2015 | Nick Jonas        | [ 22 ] |
| 2015 | Sam Smith         | [ 22 ] |
| 2016 | Justin Bieber     | [ 23 ] |
| 2016 | Drake             | [ 23 ] |
| 2016 | The Weeknd        | [ 23 ] |
| 2017 | Bruno Mars        | [ 24 ] |
| 2017 | Drake             | [ 24 ] |
| 2017 | Ed Sheeran        | [ 24 ] |
| 2018 | Post Malone       | [ 25 ] |
| 2018 | Drake             | [ 25 ] |
| 2018 | Ed Sheeran        | [ 25 ] |
| 2019 | Khalid            | [ 26 ] |
| 2019 | Post Malone       | [ 26 ] |
| 2019 | Drake             | [ 26 ] |

### 2020er
| Jahr | Künstler      | Ref    |
| ---- | ------------- | ------ |
| 2020 | Justin Bieber | [ 27 ] |
| 2020 | Post Malone   | [ 27 ] |
| 2020 | The Weeknd    | [ 27 ] |
| 2021 | Ed Sheeran    | [ 28 ] |
| 2021 | Drake         | [ 28 ] |
| 2021 | Justin Bieber | [ 28 ] |
| 2021 | Lil Nas X     | [ 28 ] |
| 2021 | The Weeknd    | [ 28 ] |
| 2022 | Harry Styles  | [ 29 ] |
| 2022 | Bad Bunny     | [ 29 ] |
| 2022 | Drake         | [ 29 ] |
| 2022 | Ed Sheeran    | [ 29 ] |
| 2022 | The Weeknd    | [ 29 ] |

## Mehrfachsieger
4 Awards
- Justin Bieber

3 Awards
- Michael Bolton
- Eric Clapton
- Michael Jackson
- Barry Manilow

2 Awards
- John Denver
- Bruno Mars
- Lionel Richie
- Kid Rock
- Kenny Rogers
- Ed Sheeran
- Will Smith
- Justin Timberlake

### Mehrfachnominierte
7 Nominierungen
- Michael Jackson

6 Nominierungen
- Justin Bieber

5 Nominierungen
- Michael Bolton
- Drake
- Elton John

4 Nominierungen
- Bryan Adams
- Eric Clapton
- Eminem
- Billy Joel
- Barry Manilow
- Ed Sheeran
- Usher

3 Nominierungen
- Lenny Kravitz
- Bruno Mars
- Lionel Richie
- Kid Rock
- Kenny Rogers
- Will Smith
- The Weeknd
- Justin Timberlake

2 Nominierungen
- Phil Collins
- John Denver
- Peter Frampton
- John Mellencamp
- George Michael
- Pitbull
- Prince
- Puff Daddy
- Seal
- Sam Smith
- Rick Springfield
- Rod Stewart
- Stevie Wonder